# Mała Karczma (przystanek kolejowy)
Mała Karczma – bocznica szlakowa, a dawniej stacja kolejowa w Małej Karczmie na linii kolejowej Opalenie Tczewskie – Smętowo w województwie pomorskim.